# Reprezentacja Kajmanów w piłce nożnej mężczyzn
Reprezentacja Kajmanów w piłce nożnej należy do federacji CONCACAF zrzeszającej reprezentacje Ameryki Północnej, Środkowej i Karaibów. Od powstania reprezentacji, drużyna nie awansowała do Złotego Pucharu CONCACAF, ani też do mistrzostw świata. Trenerem kadry jest Jamajczyk Carl Brown, a prezydentem federacji Jeffrey Webb. Piłkarze grają w czerwono-białych koszulkach, niebiesko-białych spodenkach i czerwono-białych getrach.
Kajmany zajmowały 18 maja 2011 23. miejsce w CONCACAF.

## Udział wMistrzostwach Świata
- 1930 – 1962 – Nie brały udziału (były kolonią brytyjską)
- 1966 – 1994 – Nie brały udziału
- 1998 – 2022 – Nie zakwalifikowały się

## Udział wZłotym Pucharze CONCACAF
- 1991 – 1996 – Nie zakwalifikowały się
- 1998 – Wycofały się w trakcie kwalifikacji
- 2000 – 2011 – Nie zakwalifikowały się
- 2013 – 2017 – Nie brały udziału
- 2019 – 2021 – Nie zakwalifikowały się

## Udział wPucharze Karaibów
- 1989 – 1990 – Nie brały udziału
- 1991 – Faza Grupowa
- 1992 – 1993 – Nie zakwalifikowały się
- 1994 – Faza Grupowa
- 1995 – IV Miejsce
- 1996 – Nie zakwalifikowały się
- 1997 – Wycofały się w trakcie kwalifikacji
- 1998 – Faza Grupowa
- 1999 – 2010 – Nie zakwalifikowały się
- 2012 – 2017 – Nie brały udziału